# 合恩角洋流
合恩角洋流（英語：Cape Horn Current）是西风漂流在合恩角附近自西向东流淌形成的寒流，由西风漂流流经合恩角时绕过海角加强而产生。